# Моррис, Роджер (архитектор)
Роджер Моррис (англ. Roger Morris; 19 апреля 1695, Лондон — 31 января 1749, Лондон) — английский архитектор, наряду с Колином Кэмпбеллом и лордом Р. Б. Бёрлингтоном один из самых значительных представителей английского палладианства.

## Жизнь и творчество
Родившийся в Лондоне, Моррис получил основательную практическую подготовку в качестве каменщика. В 1724 году он построил для себя дом в поместье Харли на Оксфорд-стрит в Лондоне. Он успешно выполнял разнообразные строительные работы. За свою карьеру Роджер Моррис получил несколько важных заказов, в том числе на строительство «Палладиева моста» (Palladian Bridge) на территории Уилтон-хауса в Уилтшире, поместье графов Пембруков (1736—1737); «Дом Мраморного холма» (Marble Hill House) в Твикнеме (1724—1729); «Белый домик» (White Lodge) в Ричмонд-парке (1727—1728), Уиттон-плейс в Мидлсексе (1732—1739, разрушен) и замок Клируэлл (Clearwell Castle) в Глостершире (ок. 1728).
Герцоги Аргайл, вожди клана Кэмпбелл, сделали Инверари в графстве Аргайл, в западной Шотландии, королевским городом. В 1744 году весь город и старый родовой замок были перестроены в «неоготическом стиле» по новым планам Джона Ванбру. Работы осуществлялись в 1746—1789 годах Роджером Моррисом и Уильямом Адамом.
Деятельность начинающего архитектора сначала была тесно связана с сэром Эндрю Фонтейном, архитектором-любителем из Нарфорда, Норфолк; а затем с Колином Кэмпбеллом, у которого Моррис был помощником, как в Studley Royal в Йоркшире, и лордом Пембруком, одним из «графов-архитекторов». Знания лорда Пембрука в сочетании с практическим опытом Морриса привели к созданию многих оригинальных построек в «палладианском стиле».
После путешествия по Италии с Джорджем Баббом Додингтоном в период с июня 1731 года по сентябрь 1732 года Моррис завершил интерьеры дома Истбери для сэра Джона Ванбру, Дорсет для Додингтона (1733—1738 (не сохранился). Он построил «Колонну Победы» во дворце Бленхейм для герцогини Мальборо (1730). Способности Морриса и рекомендации его высокопоставленных покровителей обеспечили ему пост в государственном Управлении работ (Office of Works), от которого исходили все проекты для Короны. Он также был назначен инспектором Монетного двора.
Постройки Морриса, несмотря на его приверженность каноничному стилю английского палладианства, всегда оставались достаточно оригинальными. Архитектор, писатель и теоретик архитектуры Роберт Моррис (1701—1754), участвовавший в перестройке замка Инверари и дома Дж. Бабба Додингтона, вероятно, был родственником и в некоторой степени наставником Роджера.
- Фронтиспис издания «Лекций по архитектуре» Роберта Морриса. Лондон, 1759
- Колонна Победы. Бленхейм, поместье Мальборо. Оксфордшир. 1730
- Палладиев мост. 1736–1737. Уилтон-хаус, Уилтшир
- «Дом Мраморного холма» (Marble Hill House) в Твикнеме. 1724–1729
- «Белый домик» (White Lodge) в Ричмонд-парке, Лондон. 1727–1728